# الدين والسياسة
الدين والسياسة لم يكن الجدل حول علاقة الدين بالسياسة جديداً، بل هو قديم قدم الدين والرسالات السماوية وأديان ما قبل التاريخ، وهذا الجدل يعود لنوعية الدور الذي جاء الدين لتجسيده على أرض الواقع، ولنوعية السلوك الذي انتهجه المتدينون استناداً إلى انتمائهم للدين.

## دين دولة
| دول علمانية دول تُعلن عن ديانة للدولة دول بدون معلومات واضحة |

- دين رسمي

الديانة الرسمية للدولة هي العقيدة الدينية التي تتبناها الدولة بشكل رسمي في دستورها.
- الدولة العلمانية هي بلد أو دولة ذات نظام حكم عَلماني، وهي رسمياً تضمن كونها محايدة تجاه القضايا المتعلقة بالدين.[1]

من الناحية السياسية، العَلمانية هي حركة في اتجاه الفصل بين الدين والحكومة (وغالبا ما كان يطلق عليه الفصل بين تعاليم الكنيسة أو تعاليم مسجد أو كنيس أو معبد عن تعاليم الدولة).
بعض من الدول علمانية دستوريَا مثل كندا، الهند، فرنسا، الولايات المتحدة، تركيا وكوريا الجنوبية، رغم أن أيا من هذه الدول ليست متطابقة في أشكال الحكم. في نفس الوقت لايمكن بالضرورة اعتبار الدولة التي لا تمتلك دين رسمي للدولة دولاً علمانية بالضرورة.

### حوادث
في عام 1998 اتهم الرئيس التركي رجب طيب أردوغان عندما كان عمدة بالتحريض على الكراهية الدينية ويعود ذلك لكون تركيا دولة علمانية
وتسببت في سجنه وتم عزله من منصب عمدة أسنطبول ومنعه من العمل في الوظائف الحكومية ومنها الترشيح للانتخابات العامة بسبب اقتباسه أبياتاً من شعر تركي أثناء خطاب جماهيري  يقول فيه:

## العالم العربي والإسلامي
في الفترة التي سبقت الإسلام كان معظم العرب قد فقدوا تعاليم أنبياء الله إليهم مثل: هود وصالح، كما ضعفت تعاليم الحنيفية دين أبيهم إبراهيم، وأصبحوا على الوثنية يعبدون الأصنام، وكانت منهم قلة دانت بالمسيحية، واليهودية، وقلة أخرى ضئيلة دانت بديانات الصابئة والحنيفية.

أهم القبائل العربية في شبه الجزيرة العربية قبل الإسلام.

من النّاحية السياسية، كانت شبه الجزيرة العربية مفككة، لا توحّدها دولة ولا تديرها حكومة، وكانت الدول القديمة التي قامت في اليمن ونجد وأطراف العراق والشام قد اندثرت، وطغت البداوة على المدن في تهامة والحجاز، فكانت القبيلة هي الوحدة السياسية والاجتماعية. فكانت مكة تُدار من قبل الملأ في دار الندوة. والمدينة المنورة في حالة نزاع دائم بين الأوس والخزرج. أما دولة المناذرة في الحيرة ودولة الغساسنة في الشام فقد سمح الفرس والروم للدولتين بالنشوء لتكونا حاجزتين تصدان عنهما غزو القبائل العربية، وتتوليان حماية القوافل التجارية. وقد أسقط الفرس دولة المناذرة سنة 602م قبل البعثة المحمدية بثمانِ سنوات.
ومن النّاحية الاقتصادية، فقد كان بدو العرب يعتمدون على الرعي والتنقل لأماكن الماء، مما يجعلها في حروب مع بعضها للحصول على الموارد. أما في المدن، فكان يقوم فيها النشاط التجاري والزراعي والصناعي،فمكة كان يغلب عليها النشاط التجاري، وتتحكم بطرق التجارة بين اليمن والشام، وقد استفادت مكة من مكانة الكعبة الدينية عند العرب في حماية قوافلها التجارية. أما المدينة فكان يغلب عليها الزراعة حيث بساتين النخيل والأعناب والفواكه. واستعمل العرب الدينار البيزنطي والدرهم الفارسي في التبادل التجاري. أما الصناعة فقد عُرفت المدينة بصياغة الحلي الذهبية والفضية، وصناعة السيوف والرماح والنبال والدروع، كما قامت في المدن العربية حرف الحدادة والصياغة والدباغة، والغزل والنسيج. وكان العرب يعرفون أنواعًا من المعاملات المالية كالقراض والمضاربة والرهن.
من النّاحية الدينية كانت الوثنية تسود شبه جزيرة العرب بشكل غالب، حيث كانوا يعبدون آلهة يمثلونها في أصنام مصنوعة من الحجر والخشب بلغ عددها 360 صنمًا حول الكعبة تعبدها القبائل التي تؤم البيت للحج وتقدم لها القرابين والنذر. كان من أقدمها وأكبرها «هٌبل» (لكنانة وقريش)، و«مَناة» (لهُذَيْل وخزاعة)، و«الّلات» (لثقيف)، و«العُزَّى» (لقريش وكنانة). ومع ذلك بقي لديهم شعائر من بقايا دين إبراهيم مثل تعظيم الكعبة، والطواف بها، والحج، والعمرة. وكان هناك أفراد من الموحدين على ملة إبراهيم وإسماعيل كانوا موجودين في مكة عرفوا بالأحناف. تواجدت أيضًا ديانات بشكل محدود مثل اليهودية في اليمن والمدينة، والنصرانية في نجران والحيرة ودومة الجندل وأطراف الشام. كذلك وُجد انتشار محدود للمجوسية قادمًا من بلاد الفرس.
- الوثنية

كان في مكة 360 صنماً منثوراً حول الكعبة، حيث كان لكل قبيلة أو عشيرة عربية صنمها الخاص بها، وكان هناك أصنام مميزة كاللات والعزى ومناة وثلاثتها كن يعتبرن بنات الله، وأساف ونائلة وهما صنمان لهما أسطورتهما الخاصة بهما، وهناك أصنام أخرى ذكرها القرآن وكانت تحظى بمكانة خاصة عند العرب وهي ود[ ؟ ]، وسواع، ويغوث، ويعوق، ونسر ﴿وَقَالُوا لَا تَذَرُنَّ آلِهَتَكُمْ وَلَا تَذَرُنَّ وَدًّا وَلَا سُوَاعًا وَلَا يَغُوثَ وَيَعُوقَ وَنَسْرًا ۝٢٣﴾ [نوح:23]، كما كان هناك كبير الآلهة هُبَل، وهو الموازي للإله الكنعاني بعل، وللإله اليوناني زيوس.
كانت الألوهية العليا في جاهلية العرب قبل الإسلام منوطة بالله وحده، وكانوا يبجلونه كقوة مسيطرة نافذة، ولكنه يستعين بشركاء له في تأدية مهماته المقدسة وهم الأصنام التي كانوا يتقربون إليها حسب حاجتهم لكل منها.

### مملكة معين
بدات بالصبغة الدينية فتلقب كل منهم بلقب (مزود) وربما يعني من يزود المعابد بقرابينها وقد بقي هذا اللقب ضمن القاب الحكام حتى مرحلة متأخرة

### مملكة حضرموت
أول من ملك حضرموت بعد عاد وينتسب القحطانيون إلى قحطان الذي تنتسب اليه العرب القحطانيه ويذكر المؤرخون نسبة قحطان فيقولون هو: قحطان بن عابر بن شالخ بن ارفخشد بن سام بن نوح، واحد ابناؤه يسمى حضرموت ولهذا سميت البلاد بأسمه وقد ذكروا ان سبب تسمية حضرموت بهذا الاسم انه إذا حضر موقعه كثر فيها الموت أي القتل في اعدائه لشجاعته، اما السيد الحداد فقد ارجع تسميتها بهذا الاسم لكونه اسما مهريا كديعوت وسيحوت.
ومن آلهة حضرموت الشهيرة الإله (سن) ومعبده في مدينة (مذاب)، وتشير بنايات المعابد إلى تأثرها بشكل كبير بطرز البناء في بلاد ما بين النهرين. نظام الحكم مشابه لما كان في باقي الممالك اليمنية، حيث الملكية وراثية تنتقل من الآباء إلى الأبناء أو الأخوة، مع إضفاء قدسية على الملكية، ويوجد مجلس شيوخ يساعد الملك في حكمه وربما كان يحد من سلطاته بقانون أو أعراف أشبه ما تكون بالدستور، في حين يوجد حكام منتخبين في باقي المدن يساعده مجلس شيوخ المدينة.

### مملكة سبأ
كانو يعبدون الشمس والنجوم وتحولو بعدها إلى عبادة الله، ومن المعروف أن ديانة السبئيين أو غيرهم من شعوب الجزيرة العربية كانت تقوم على أساس ثالوث من الكواكب، فكان الإله الأب هو القمر وكانت الإلهة الأم هي الشمس أما الابن فقد كان نجم الزهراء. وهذا الثالوث هو (المقة) و (ذات حميم) و (عثتر).

### مملكة حمير
أحد أبرز آثار الحميريين عبر تاريخ اليمن هو إقدامهم على التخلي عن الوثنية في اليمن القديم وعبادة إله واحد هو الرحمن  كان الحِمْيَريِّين وثنيين في بدايتهم ثم تحولوا لليهودية واعتنقوا الإسلام في القرن السابع الميلادي.
ويروى أن ملك يدعى ذو نواس قام بقتل نصارى في نجران بسبب رفضهم الدخول إلى الديانة اليهودية 
- المسيحية

انتشرت المسيحية على نطاق واسع بين عرب الشام والعراق، ووجدت عدة أسقفيات على المذهب النسطوري في شرق الجزيرة العربية، وهي أسقفية هجر، وأسقفية سماهيج، وأسقفية عراد، وأسقفية مازون، أما في غرب الجزيرة العربية فقد كانت نجران مركز المسيحية هناك.
من مشاهير المسيحيين العرب:
- رهبان القدس:
- ماريس[15]
- إلياس اسقف القدس ت.(518م)[16]
- صفرونيوس اسقف القدس ت. (11 مارس 638م)[17]

### مملكة الحبشة
مملكة الحبشة
تأسست الحبشة عام 325 ق.م بقيادة السلالة السليمانية التي ترجع حسب بعض الأساطير إلى الملك سليمانو ملكة سبأ. وفي القرن الرابع الميلادي اعتنق «عيزانا» ملك إثيوبيا المسيحية فأصبحت إثيوبيا كنيسة الدولة.
- الحنيفية

الحنيفية هي ملة إبراهيم وتصنف إلى جانب اليهودية والمسيحية كديانة سماوية، على الرغم من الخلاف حول وجودهم التاريخي بين بعض الباحثين. كما يعتقد أن النبي محمداً نفسه كان حنيفياً قبل أن توحى إليه رسالة الإسلام.
وهي مجموعة من الإملاءات الربّانية إلى النبي إبراهيم وفقاً للديانات الإبراهيمية، وقد كانت العرب مؤمنة بهذه الملة وآخذة بها حتى جاء عمرو بن لحي الخزاعي بالأصنام من الشام فعبدوها من دون الله ونسوا ملة إبراهيم حتى أن أتباعها قبيل البعثة النبوية كانوا يعدون على أصابع اليد، لكنهم بقوا يتذاكرون شيئا من تعاليمها حتى قريشاً عندما أرادت إعادة بناء الكعبة ونبأ لها أن مال الربا حرام تركوه حيث كانوا قد تعهدوا بألا يدخلوا حراماً في بناء الكعبة.

### قدوم الإسلام

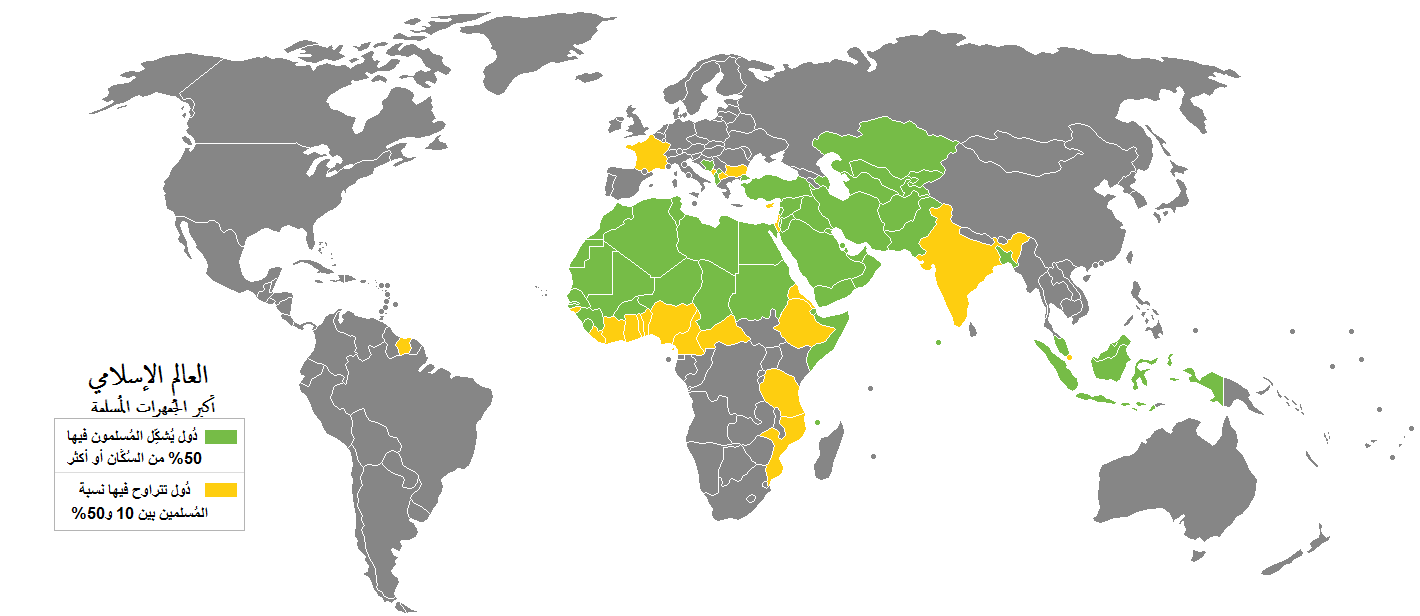
خريطة توضح امتداد العالم الإسلامي، بدأت الدعوة الإسلامية بمحمد وانتشرت لتعم كل هذة الجهات.

بعد أن أشركو وكفرو العرب والناس بشكل عام ونسو ملة إبراهيم بعث الله لهم رسولا يدعوهم إلى الإسلام وليتمم عليهم الدين، فبعث محمد وكان خاتم الأنبياء بحسب المعتقدات الإسلامية، وبدء يدعي محمد قومه قريش سرا علانية ولقد أمنو فيه قلة في البداية وكانت قريش ترفض الإسلام خوفا من ضياع مصالحهم ونفوذهم السياسية وقد كان من العار والعيب أن يترك المرء دينه، ولما أسلم حمزة بن عبد المطلب، قالت قريش بعضها لبعض: «إن حمزة وعمر قد أسلما، وقد فشا أمرُ محمد في قبائل قريش كلها، فانطلقوا بنا إلى أبي طالب، فليأخذ لنا على ابن أخيه وليعطه منا، والله ما نأمن أن يبتزونا أمرنا»، ويدل ذلك على خوف قريش من إسلام حمزة وعمر، وقلقهم أن ينتشر الإسلام بين قبائل قريش كلها بإسلامهم وكان حمزة وعمر ذو مكانة سياسية، فلما وصلو إلى أبي طالب فقالو أشراف مكة لأبي طالب: إما أن تخلي بيننا وبينه فنكفيكه. فإنك على مثل ما نحن عليه أو أجمع لحربنا. فإنا لسنا بتاركي ابن أخيك على هذا، حتى نهلكه أو يكف عنا، فقد طلبنا التخلص من حربك بكل ما نظن أنه يخلص. فبعث أبو طالب إلى رسول الله فقال له: يا ابن أخي، إن قومك جاؤني، وقالوا كذا وكذا، فأبق علي وعلى نفسك، ولا تحملني ما لا أطيق أنا ولا أنت. فاكفف عن قومك ما يكرهون من قولك. فأجابه النبي محمد: والله لو وضعوا الشمس في يميني والقمر في يساري، ما تركت هذا الأمر حتى يظهره الله أو أهلك في طلبه وبعد ان القا كلامه هذا فرحل محمد حزينا فناداه ابي طالب. فقال أبو طالب:
فقد اعتصم مع النبي والصحابة في شِعب (زاد بين الجبال) سمي باسمه (شعب أبي طالب) 3 سنوات  يأكلون ورق الشجر ، وحينما أخبرهم بحيرا بأن التوراة تقول أن اليهود سيقتلون النبي محمد، ضحى أبو طالب بأولاده، فكان يضع النبي محمد بينهم عند النوم.
كثرت مضايقات وحالات التعذيب ضد الضعفاء من المسلمين من قبل قريش وكانت بداية الأعتدائات في أواسط أو أواخر السنة الرابعة من النبوة، وبدأت ضعيفة، ثم لم تزل تشتد يومًا فيومًا وشهرًا فشهرًا، حتى تفاقمت في أواسط السنة الخامسة، ونبا بهم المقام في مكة، وأخذوا يفكرون في حيلة تنجيهم من هذا العذاب الأليم، وفي هذه الظروف نزلت سورة الزمر تشير إلى اتخاذ سبيل الهجرة، وتعلن بأن أرض الله ليست بضيقة﴿قُلْ يَا عِبَادِ الَّذِينَ آمَنُوا اتَّقُوا رَبَّكُمْ لِلَّذِينَ أَحْسَنُوا فِي هَذِهِ الدُّنْيَا حَسَنَةٌ وَأَرْضُ اللَّهِ وَاسِعَةٌ إِنَّمَا يُوَفَّى الصَّابِرُونَ أَجْرَهُمْ بِغَيْرِ حِسَابٍ ۝١٠﴾ [الزمر:10]. وكان النبي محمد قد علم أن الملك أصْحَمَة النجاشي ملك الحبشة ملكٌ عادلٌ، لا يظلم عنده أحد، فأمر المسلمين أن يهاجروا إلى الحبشة فرارًا بدينهم. وبالفعل هاجر من استطاع الهجرة من الصحابة إلى أرض الحبشة وأقام المسلمون في الحبشة في أحسن جوار.. الإشاعة القاتلة وحادثة سجود المشركين مع المسلمين وعودة المهاجرين: وفي شهر رمضان من نفس السنة خرج النبي إلى الحرم، وفيه جمعٌ كبيرٌ من قريش، فيهم ساداتهم وكبراؤهم، فقام فيهم، وفاجأهم بتلاوة سورة النجم، ولم يكن أولئك الكفار سمعوا كلام الله من قبل؛ لأنهم كانوا مستمرين على ما تواصى به بعضهم بعضًا، من قولهم: ﴿وَقَالَ الَّذِينَ كَفَرُوا لَا تَسْمَعُوا لِهَذَا الْقُرْآنِ وَالْغَوْا فِيهِ لَعَلَّكُمْ تَغْلِبُونَ ۝٢٦﴾ [فصلت:26] فلما باغتهم بتلاوة هذه السورة، وقرع آذانهم كلام إلهي خلاب، وكان أروع كلام سمعوه قط، أخذ مشاعرهم، ونسوا ما كانوا فيه فما من أحد إلا وهو مصغ إليه، لا يخطر بباله شئ سواه، حتى إذا تلا في خواتيم هذه السورة قوارع تطير لها القلوب، ثم قرأ:﴿فَاسْجُدُوا لِلَّهِ وَاعْبُدُوا ۝٦٢﴾ [النجم:62] ثم سجد، لم يتمالك أحد نفسه حتى خر ساجدًا. وفي الحقيقة كانت روعة الحق قد صدعت العناد في نفوس المستكبرين من قريش فقد كانت قريش تعي صدق محمد ولكن لم تؤمن به خوفا على نفوذهم السياسية وأملاكهم، ولم يتمالكوا أن يخروا لله ساجدين. ووصل الأمر بصورةٍ خاطئة إلى مهاجري الحبشة أن المشركين قد دخلوا في الإسلام وأصبحت مكة دار أمان وسلام على المسلمين فعاد من عاد منهم إلى مكة واشتد البلاء بالجميع حتى أمرهم النبي بالهجرة الثانية إلى الحبشة.
وعند هجرة المسلمين للحبشة أرسل إلى النجاشي أبياتاً يقول:
وقد أسلم النجاشي ولكنه أخفى إسلامه وتوفي في العام التاسع للهجرة وقال النبي محمد لأصحابه: «اخرجوا فصلوا على أخٍ لكم مات بغيْر أرضكم»، فخرج بهم إلى الصحراء وصفهم صفوفًا ثم صلى عليه صلاة الغائب، وكان ذلك في شهر رجب.

### قيام الدولة الإسلامية في عهد النبي محمد

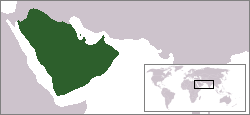
الخلافة الإسلامية في عهد محمد عام 632 بعد أن وحد الجزيرة العربية تحت راية الإسلام.

مع مرور الوقت قرر محمد الهجرة إلى يثرب وكان في يثرب يهود ووثنيون وكان الأوس و الخزرج من الوثنيون وأسلمو فكادت لهم اليهود وحاولت محاربتهم حتى طردو اليهود من يثرب وسميت بالمدينة المنورة وسمو الأوس و الخزرج بالأنصار لنصرتهم لمحمد وقد قامو المسلمين بعدة غزوات وفتحو مكة وضمت إلى الدولة الإسلامية أخيرا وأسلمت قريش ونقلت العاصمة إلى مكة. وقد كانت غزوات الرسول مُحمد بالترتيب كالتالي:
| رقم الغزوة | اسم الغزوة          | تاريخ الغزوة                     | موقع الغزوة           |
| ---------- | ------------------- | -------------------------------- | --------------------- |
| 1          | غزوة الأبواء (ودان) | 2 هـ                             | ودان                  |
| 2          | غزوة بواط           | 2 هـ                             | بواط                  |
| 3          | غزوة العشيرة        | 2 هـ                             | العشيرة               |
| 4          | غزوة بدر الأولى     | 2 هـ                             | وادي سفوان            |
| 5          | غزوة بدر الكبرى     | الأحد 17 رمضان 2 هـ 13 مارس 624م | بدر                   |
| 6          | غزوة بني سليم       | 2 هـ                             | قرقرة الكدر           |
| 7          | غزوة بني قينقاع     | 2 هـ                             | المدينة المنورة       |
| 8          | غزوة السويق         | 2 هـ                             | قرقرة الكدر           |
| 9          | غزوة ذي أمر         | 3 هـ                             | ذو أمر                |
| 10         | غزوة بحران          | 3 هـ                             | بحران                 |
| 11         | غزوة أحد            | 3 هـ                             | جبل أحد               |
| 12         | غزوة حمراء الأسد    | 3 هـ                             | حمراء الأسد           |
| 13         | غزوة بني النضير     | 4 هـ                             | ضواحي المدينة المنورة |
| 14         | غزوة ذات الرقاع     | 4 هـ                             | ذات الرقاع            |

| رقم الغزوة | اسم الغزوة       | تاريخ الغزوة | موقع الغزوة           |
| ---------- | ---------------- | ------------ | --------------------- |
| 15         | غزوة بدر الآخرة  | 4 هـ         | بدر                   |
| 16         | غزوة دومة الجندل | 5 هـ         | دومة الجندل           |
| 17         | غزوة بني المصطلق | 5 هـ         | المريسيع              |
| 18         | غزوة الخندق      | 5 هـ         | المدينة المنورة       |
| 19         | غزوة بني قريظة   | 5 هـ         | ضواحي المدينة المنورة |
| 20         | غزوة بني لحيان   | 6 هـ         | غران                  |
| 21         | غزوة ذي قرد      | 6 هـ         | ذو قرد                |
| 22         | صلح الحديبية     | 6 هـ         | الحديبية              |
| 23         | غزوة خيبر        | 7 هـ         | خيبر                  |
| 24         | غزوة عمرة القضاء | 7 هـ         | مكة المكرمة           |
| -          | سرية مؤتة        | 8 هـ         | مؤتة                  |
| 25         | فتح مكة          | 8 هـ         | مكة المكرمة           |
| 26         | غزوة حنين        | 8 هـ         | وادي حنين             |
| 27         | غزوة الطائف      | 8 هـ         | الطائف                |
| 28         | غزوة تبوك        | 9 هـ         | تبوك                  |

### الخلافة الراشدة

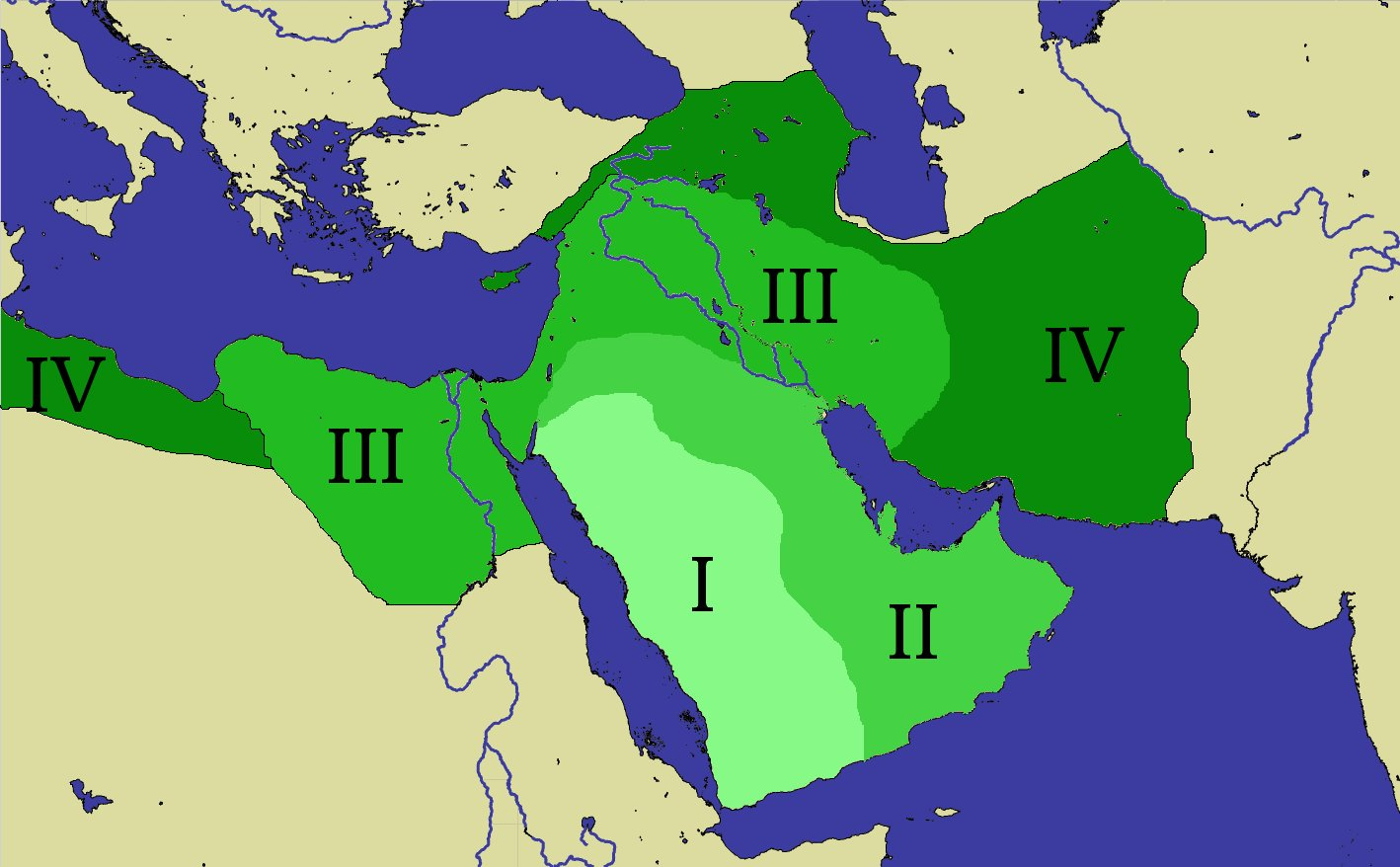
التوسع في الخلافة: الأول: الرسول محمد؛ الثاني: أبو بكر؛ الثالث: عمر والرابع: عثمان

هي أولى دُول الخِلافة الإسلاميَّة التي قامت عقِب وفاة الرسول مُحمَّد يوم الاثنين 12 ربيع الأوَّل سنة 11هـ، المُوافق فيه 7 يونيو سنة 632م، وهي دولةُ الخِلافة الوحيدة التي لم يكن الحكم فيها وراثيًّا بل قائمٌ على الشورى، عكس دول الخِلافة التالية التي كان الحُكمُ فيها قائمًا على التوريث.
توالى على حكم الدولة أربع خُلفاء من كِبار الصحابة، وجميعهم من العشرة المُبشرين بالجنَّة.

الدولة الإسلامية بعد فتنة مقتل عثمان، المناطق الملونة باللون الأخضر هي التي يُسيطر عليها الخليفة علي بن أبي طالب، وأما الأحمر فهو ولاية الشام تحت سلطة معاوية بن أبي سفيان، والأزرق ولاية مصر تحت سلطة عمرو بن العاص.

وأما الحسن بن علي بويع بالخلافة بعد مقتل واستشهاد أبيه علي بن أبي طالب ويرى بعض أهل العلم أن خلافته هي امتداد لخلافة أبيه، واستمرت خلافته ستة أشهر، وقد آثر الحسن إنهاء الخلاف بين المسلمين وجمع الأمة وحقن الدماء فتنازل عن الخلافة لمعاوية بن أبي سفيان والي الشام التابعه للالخلافة الراشدة آنذاك وقد عينه الخليفة عمر بن الخطاب، وسمي ذلك العام بعام الجماعة لاجتماع كلمة المسلمين، ولُقِبَ الحسن بسيد المسلمين، فعن رسول الله أنه:«صعد المنبر يوما، وجلس الحسن بن علي إلى جانبه، فجعل ينظر إلى الناس مرة وإليه أخرى، ثم قال: " أيها الناس، إن ابني هذا سيد، وسيصلح الله به بين فئتين عظيمتين من المسلمين " رواه البخاري.» استدل علماء المسلمين على أنه أحد الخلفاء الراشدين بالحديث الذي ورد في دلائل النبوة من طرق عن سفينة مولى رسول الله: أن رسول الله ﷺ قال: « الخلافة بعدي ثلاثون سنة، ثم تكون ملكا»، وإنها كملت الثلاثون بخلافة الحسن بن علي، فإنه نزل عن الخلافة لمعاوية في ربيع الأول من سنة إحدى وأربعين، وذلك كمال ثلاثين سنة من موت رسول الله ﷺ; فإنه توفي في ربيع الأول سنة إحدى عشرة من الهجرة.
| اسم الخليفة     | مدة الخلافة                                       | المدة بالأرقام   |
| --------------- | ------------------------------------------------- | ---------------- |
| أبو بكر الصديق  | 12 ربيع الأول سنة 11هـ - 22 جمادى الآخرة سنة 13هـ | سنتين و3 أشهر    |
| عمر بن الخطاب   | 23 جمادى الآخرة 13هـ - 26 ذو الحجة سنة 23هـ       | 10 سنوات و6 أشهر |
| عثمان بن عفان   | 3 محرم سنة 23هـ - 24 ذو الحجة سنة 35هـ            | 12 سنة           |
| علي بن أبي طالب | 25 ذو الحجة سنة 35هـ - 18 رمضان سنة 40هـ          | 4 سنوات و9 أشهر  |
| الحسن بن علي    | 18 رمضان سنة 40هـ - 25 ربيع الأول سنة 41هـ        | 6 أشهر           |
| المجموع         | 12 ربيع الأول سنة 11هـ - 25 ربيع الأول سنة 41هـ   | 30 سنة           |

### الخلافة الأموية

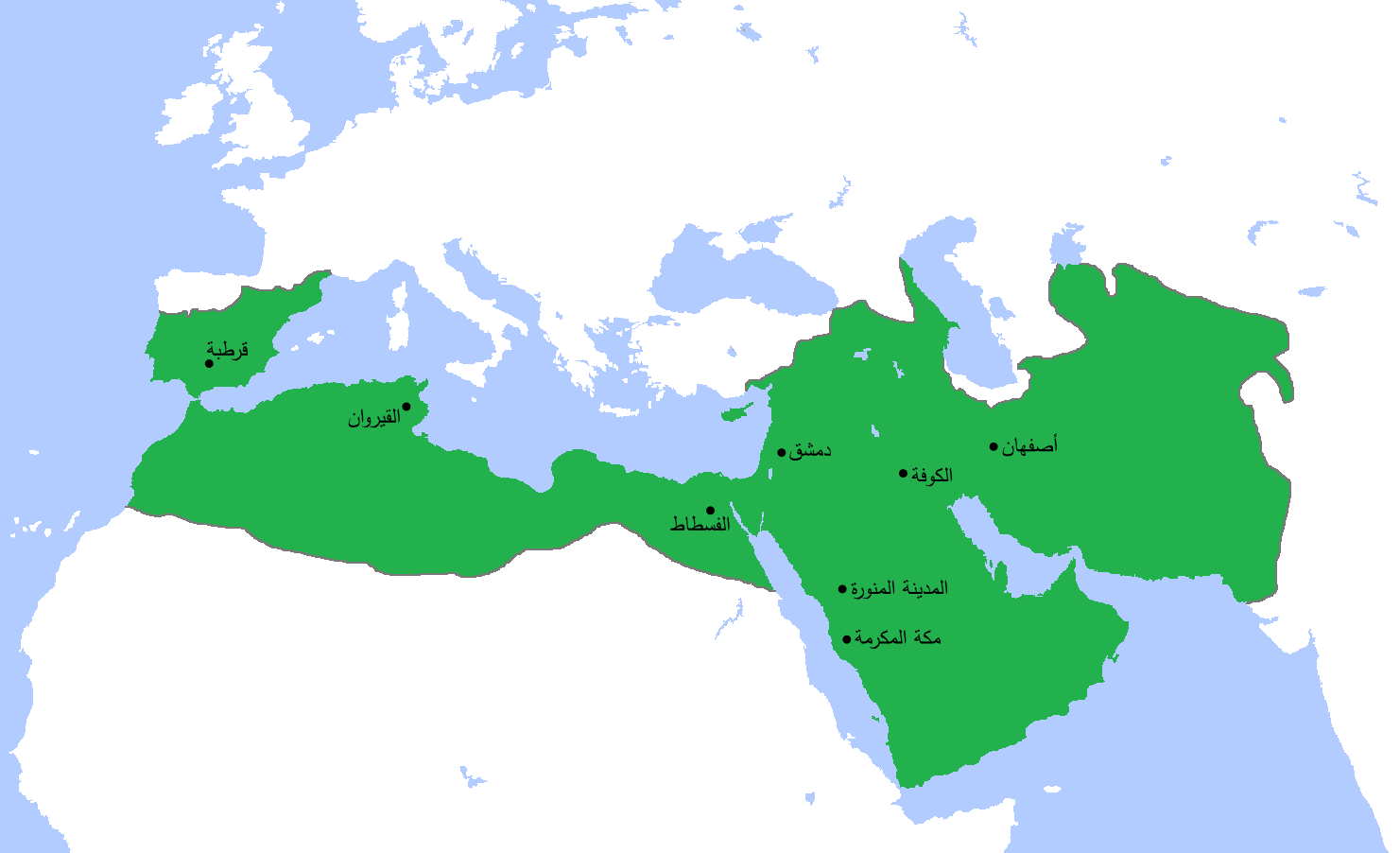
خارطة تُظهر المساحة التي امتدَّت عليها الخلافة الأُمويَّة في أقصى اتساعها وذُروة قوَّتها

الخلافة الأُمويَّة هي الدولة التي أسّسها والي الشام معاوية بن أبي سفيان في عام 41 للهجرة، والتي أصبحت بعد ذلك دولة الخلافة الإسلامية بعد تنازل الحسن بن علي بن أبي طالب  عن الخلافة لتصبح دمشق عاصمة الخلافة الإسلاميّة الجديدة، وصار حُكّام دولة بني أمية، وفروعها يتوارثون حُكم الدولة الأموية بينهم، واستمرّ الحُكم الأموي ما يقارب 91 عاماً، وقد شَهدت توسعاً جغرافياً كبيراً وصل إلى أوروبا، وأطراف كبيرة من قارة آسيا.

### حركة الخلافة الزبيرية
ظلت العلاقة بين معاوية بن أبي سفيان الذي كان أول خلفاء الدولة الأموية وعبد الله بن الزبير على أحسن ما تكون العلاقة، حتى بدأ معاوية في أخذ البيعة بالخلافة لإبنه يزيد بن معاوية التي تحول الخلافة من الشورى والانتخاب إلى الملك والتوريث.
بعد وفاة معاوية بن أبي سفيان سنة (60هـ=679م) رفض عبد الله بن الزبير مبايعة يزيد بن معاوية الذي خلف أباه في منصب الخلافة، واتجه إلى مكة وركن إلى البيت الحرام، وسمى نفسه العائذ بالبيت، ولم يعلن عن رغبته في الخلافة، وفي الوقت نفسه ظل رافضًا مبايعة يزيد بن معاوية، الذي حاول إجباره على مبايعته، لكنه لم يفلح في ذلك، وتوفي دون أن يبايعه عبد الله بن الزبير.
وبعد وفاة يزيد بن معاوية سنة (64هـ=683م) تعرضت الدولة الأموية للفوضى والاضطراب، وزادها اضطرابا امتناع معاوية بن يزيد عن تولي الخلافة، ولم تجد الأمة خيرا من عبد الله بن الزبير لتولي هذا المنصب لعلمه وفضله وقدرته وكفاءته؛ فبايعته بالخلافة، ولم تتخلف بلدة عن مبايعته سوى الأردن في الشام، التي انطلق منها الأمويون لمواجهة عبد الله بن الزبير، وتحقق لهم ما أرادوا، وأعادوا الحكم إلى بيتهم، ونجحوا في القضاء على دولة عبد الله بن الزبير.
- خلاصة: بايعو المسلمين عبد الله بن الزبير بعد وفاة معاوية بن أبي سفيان وتعرضت الدولة الأموية لضطرابات وامتنع يزيد بن معاوية مما أدى إلى مبايعة عبد الله بن الزبير وتخلفت الأردن في الشام عن المبايعة وكانت مقر الدولة الأموية ولم تسقط الدولة الأموية ولكنها ضعفت وقضو لاحقا على الدولة الزبيرية والذي استمر لخليفة واحد وهو عبد الله بن الزبير

### الخلافة العباسية

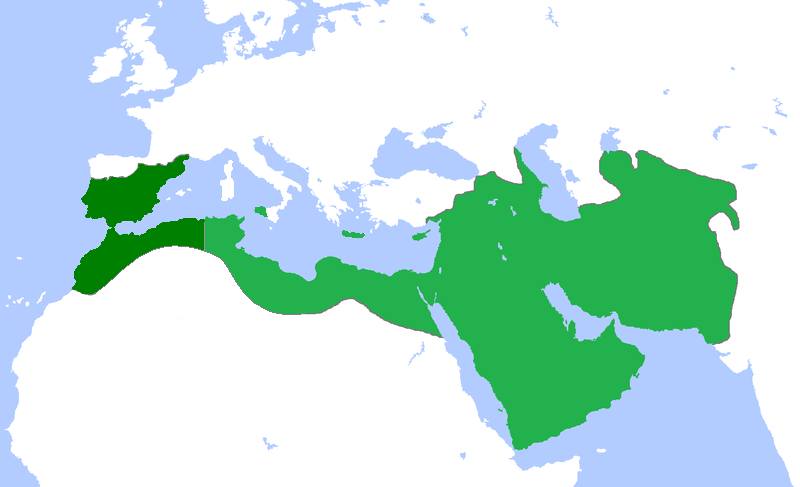
اللون الأخضر الفاتح يبين الدولة العباسية في أقصى إتساعاتها وبالون الأخضر الغامق يظهر حكم الدولة الأموية في الأندلس والمغرب وجزء من الجزائر بعد تقلص نفوذها

دولة بني العباس نسبة إلى عم محمد العباس بن عبد المطلب، هي ثالث اخلافة إسلامية في التاريخ الإسلامي. أستطاع بنو العباس حل مكان بني أمية في حمل راية المسلمين من خلال السيطرة على أراضي الدولة الإسلامية وبمساعدة من بلاد فارس، وبعض من الفرق الأخرى.
جاء قيام الدّولة العباسيّة بعد المعركة الشّهيرة معركة الزاب، إلّا أنّ قيامها كان بتخطيط سريّ مُسبَق من سكّان خراسان من فرسٍ وتركٍ وكذلك عرب، وقد حصل هؤلاء على مناصب متقدّمةٍ في الدّولة، ولأنّ العباسيين لم يرغبوا بأن تكون السّلطة لأحدٍ غيرهم، تخلّصوا من كبير القادة أبي مسلم الخراساني، وكذلك من عبد الله بن العباس، وامتدّت فترة حكمهم من عام 132هـ وحتّى عام 656هـ، وكان أوّل خليفة عباسي هو أبو العباس السّفاح.
ترجح المصادر التاريخية إلى أن تاريخ ظهور الدولة العباسية يعود لعام 750 للميلاد، وأطلق مسمى العباسيين على مؤسسيها، حيث اتخذوا عدة عواصم لدولتهم حتى قاموا بتأسيس مدينة بغداد في العراق لتصبح عاصمة للدولة العباسية. لقد تعاقب على حُكم الدولة العباسية العديد من الخلفاء، وساهم كل منهم في فترة حكمه بالنهوض بالدولة الإسلامية، والتي شهدت تقدماً واضحاً، وملحوظاً، حتى أصبحت الدولة العباسية من الدول القوية، والمزدهرة.

### الدولة الأموية في الأندلس

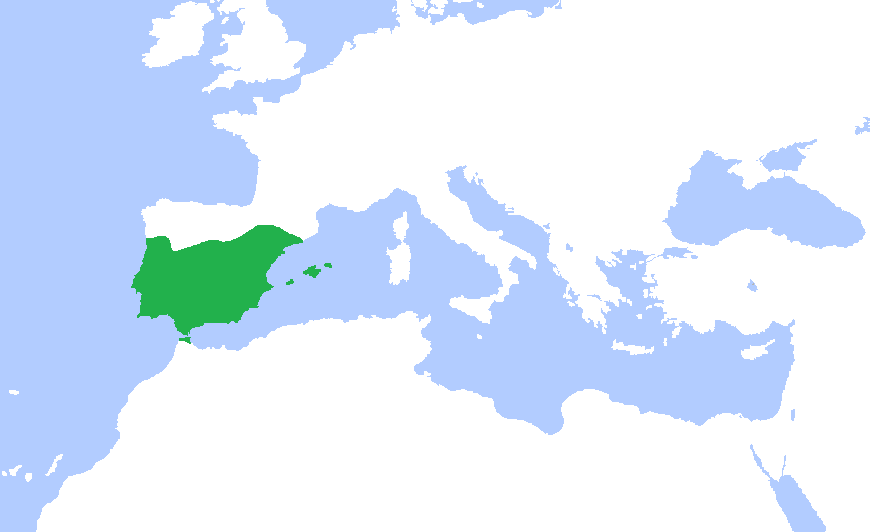
الدولة الأموية في الأندلس في أقصى إتساعها (باللون الأخضر)

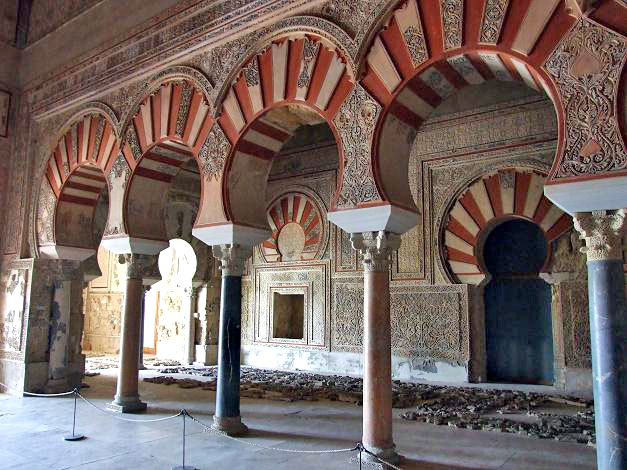
مسجد بني في عهد الدولة الأموية في الأندلس

الدولة الأموية في الأندلس إمارة إسلامية أسسها عبد الرحمن بن معاوية الأموي عام 138 هـ/756 م في الأندلس وأجزاء من شمال أفريقيا وكانت عاصمتها قرطبة، وتحولت إلى خلافة بإعلان عبد الرحمن الناصر لدين الله نفسه في ذي الحجة 316 هـ/يناير 929م خليفة قرطبة بدلاً من لقبه السابق أمير قرطبة، وهو اللقب الذي حمله الأمراء الأمويون منذ أن استقلّ عبد الرحمن الداخل بالأندلس. تأسست هذه الدولة نتيجة سقوط الدولة الأموية في المشرق على يد بني العبَّاس، الذين أخذوا بعدَ قيام دولتهم بمُلاحقة بني أمية وقتلهم، ولذلك فقد فرَّ الكثير منهم بعيداً محاولين النجاة بأنفسهم. وقد كان من بين هؤلاء عبد الرحمن الداخل، الذي فرَّ إلى الأندلس، وأعلنَ استقلاله بها وقد تمكَّن الأمويون من البقاء بهذه الطريقة، فأسسوا دولتهم الجديدة في الأندلس، وظلُّوا يحكمونوها زهاء ثلاثة قرون

### الدولة العبيدية

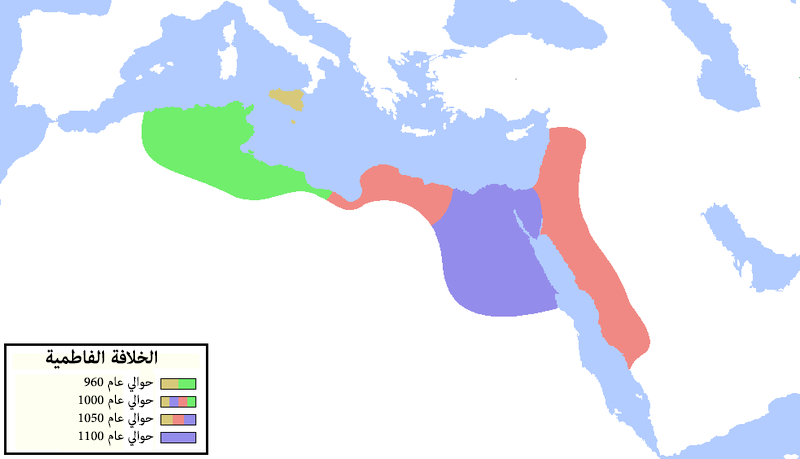
الدولة العبيدية ومراحل توسعها

هي الدولة العبيدية أو الاحتلال العبيدي بحسب تسمية المسلمون ماعدا الشيعة،  'الدولة العبيدية' هي الدولة الوحيدةُ التي اتخذت من المذهب الشيعي (ضمن فرعه الإسماعيلي) مذهبًا رسميًّا لها. وسيطرت هذا الدولة في حدود عام 1000م، على جميع الأجزاء الإفريقية من الدول العربية بالإضافة إلى الشام والحجاز، فيما بقي الجانب الشرقي من الدولة الإسلامية في أيدي الدولة العباسية، لكن بقيت حرية التنقل والحركة للمواطنين محفوظة كما هي دون قيود فعلية ودون وجود حدود واضحة بمفهومنا الحديث.
اختلفت المصادر التاريخيَّة حول تحديد نسب الفاطميين، فمُعظم المصادر الشيعيَّة تدعي صحَّة ما قال به مؤسس هذه السُلالة، الإمام عُبيد الله المهدي بالله، وهو أنَّ الفاطميين يرجعون بنسبهم إلى مُحمَّد بن إسماعيل بن جعفر الصَّادق، فهُم بهذا عَلَويّون، ومن سُلالة الرسول مُحمَّد عبر ابنته فاطمة الزهراء ورابع الخُلفاء الرَّاشدين الإمام عليّ بن أبي طالب. بالمُقابل، أنكرت مصادر أُخرى هذا النسب وأرجعت أصل عُبيد الله المهدي إلى الفُرس أو اليهود.
وخلال ذلك الوقت كانت الخِلافة العبَّاسيَّة قد أصبحت في حماية السلاجقة، الذين أخذوا على عاتقهم استرجاع الأراضي التي خسرها العبَّاسيّون لصالح الفاطميين، ففتحوا شمال الشَّام وسواحلها وسيطروا عليها لفترةٍ من الزمن قبل أن يستردَّها الفاطميّون، لكنَّها لم تلبث بأيديهم طويلًا، إذ كانت الحملة الصليبيَّة الأولى قد بلغت المشرق، وفتح المُلوك والأُمراء الإفرنج المُدن والقلاع الشاميَّة الواحدة تلو الأُخرى، وبلغ أحد هؤلاء المُلوك، وهو عمّوري الأوَّل أبواب القاهرة وهددها بالسُقوط. استمرَّت الدولة الفاطميَّة تُنازع حتّى سنة 1171م عندما استقلَّ صلاح الدين الأيوبي بمصر بعد وفاة آخر الخُلفاء الفاطميين، وهو أبو مُحمَّد عبدُ الله العاضد لدين الله، وأزال سُلطتهم الإسميَّة بعد أن كانت سُلطتهم الفعليَّة قد زالت مُنذُ عهد الوزير بدر الدين الجمالي.

### الدولة الأيوبية

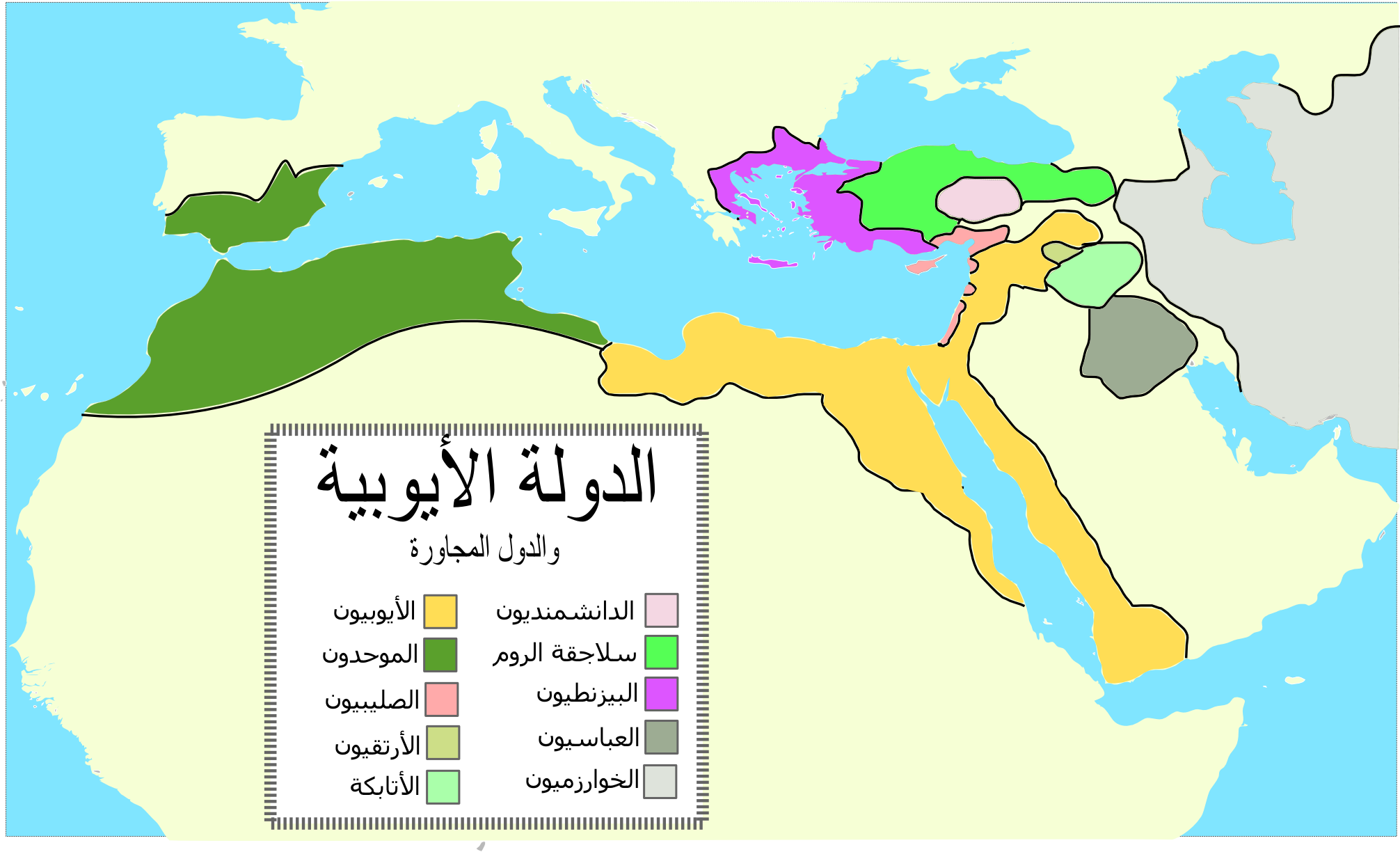
الدولة الأيوبية والدول التي تحيط بها.

الدولة الأيوبية هي دولة إسلامية سنية نشأت في مصر، وامتدت لتشمل الشام والحجاز واليمن والنوبة وبعض أجزاء المغرب العربي. يعتبر صلاح الدين يوسف بن أيوب مؤسس الدولة الأيوبية، كان ذلك بعد أن عُيِّن وزيرًا للخليفة الفاطمي العاضد لدين الله ونائبًا عن السلطان نور الدين محمود في مصر، فعمل على أن تكون كل السلطات تحت يده، وأصبح هو المتصرف في الأمور، وأعاد لمصر التبعية للدولة العباسية، فمنع الدعاء للخليفة الفاطمي ودعا للخليفة العباسي، وأغلق مراكز الشيعة الفاطمية، ونشر المذهب السني. وسقطت الدولة الأيوبية على يد الدولة المملوكية لاحقا.

### الدولة المملوكية

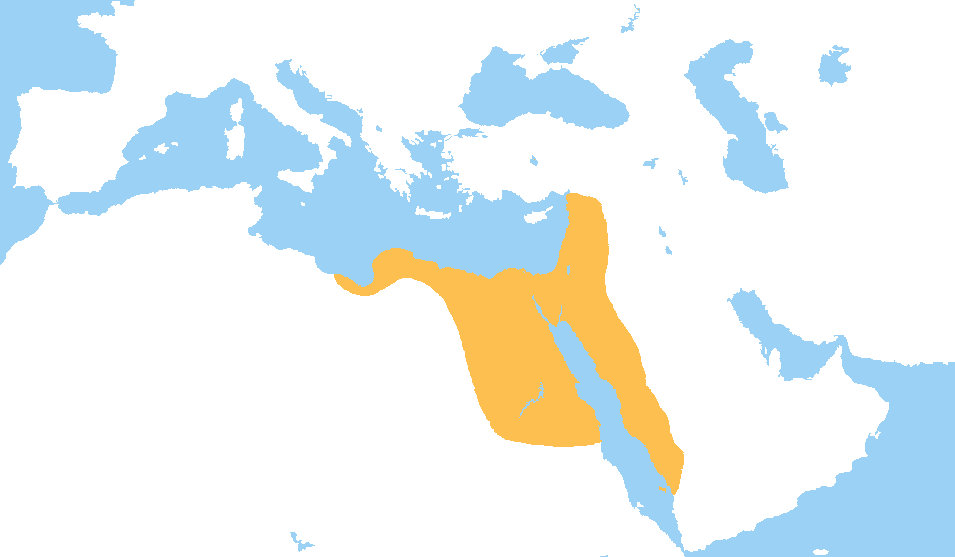
الدولة المملوكية في أقصى إتساع لها

الدولة المملوكية أصبح المماليك في عهود ضعف الدولة العباسية القوام الوحيد للجيش والمنبع الأساسي للسلطة؛ أما مماليك مصر فقد تمّ استقدامهم على يد السلاطين الأيوبيين وهم في الغالب شراكسة بيض، يتم تعليمهم القراءة والكتابة وحفظ القرآن وفنون القتال منذ الصغر. تولى المماليك حكم مصر عام 1250 بعد انقراض السلطنة الأيوبية، ولم يعتمدوا في كثير الأحيان، نظام الحكم الوراثي بل نظام التوافق من ناحية والانقلابات بين زعماء الكتائب من ناحية ثانية، وقد توالى واحدًا وأربعين سلطانًا مملوكيًا في ستة وأربعين ولاية، ووطد المماليك أقدامهم فيها ثم استطاعوا السيطرة على بلاد الشام والحجاز واليمن، مؤسسين بذلك سلطنة واسعة المساحة،
كان للمماليك دور بارز في حماية المشرق خلال بداية عهدهم؛ فبعد أن اجتاح هولاكو بغداد وأسقط خلافتها، اتجه بجيوشه نحو بلاد الشام فاحتلّ نصيبين ثم الرها فحلب ناشرًا من الويلات ما حلّ ببغداد خلال اجتياحه لها. خلال هذه الأثناء خلع سيف الدين قطز السلطان نور الدين علي بن أيبك وقلّد نفسه شؤون السلطنة، ثم حشد الجيش وخرج به من مصر نحو بلاد الشام، حيث كان هولاكو بعد أن دمر حلب قد أحرق دمشق، وقد التقى الجيشان في معركة عين جالوت في الجليل عام 1261 كانت الغلبة في هذه المعركة الفاصلة للمماليك، وتوفي قطز على طريق العودة إلى مصر وأصبح الظاهر بيبرس سلطانًا من بعده؛ كان بيبرس ناجحًا في معاركه مع الصليبيين، ففتح يافا وأنطاكية والقلاع المحيطة بها والتي بقيت عصيّة على الفتح حتى سنة 1268.
وسقطت الدولة المملوكية، ففي أعقاب معركة مرج دابق التي انتصر بها السلطان سليم الأول العثماني على المماليك.

### الخلافة العثمانية

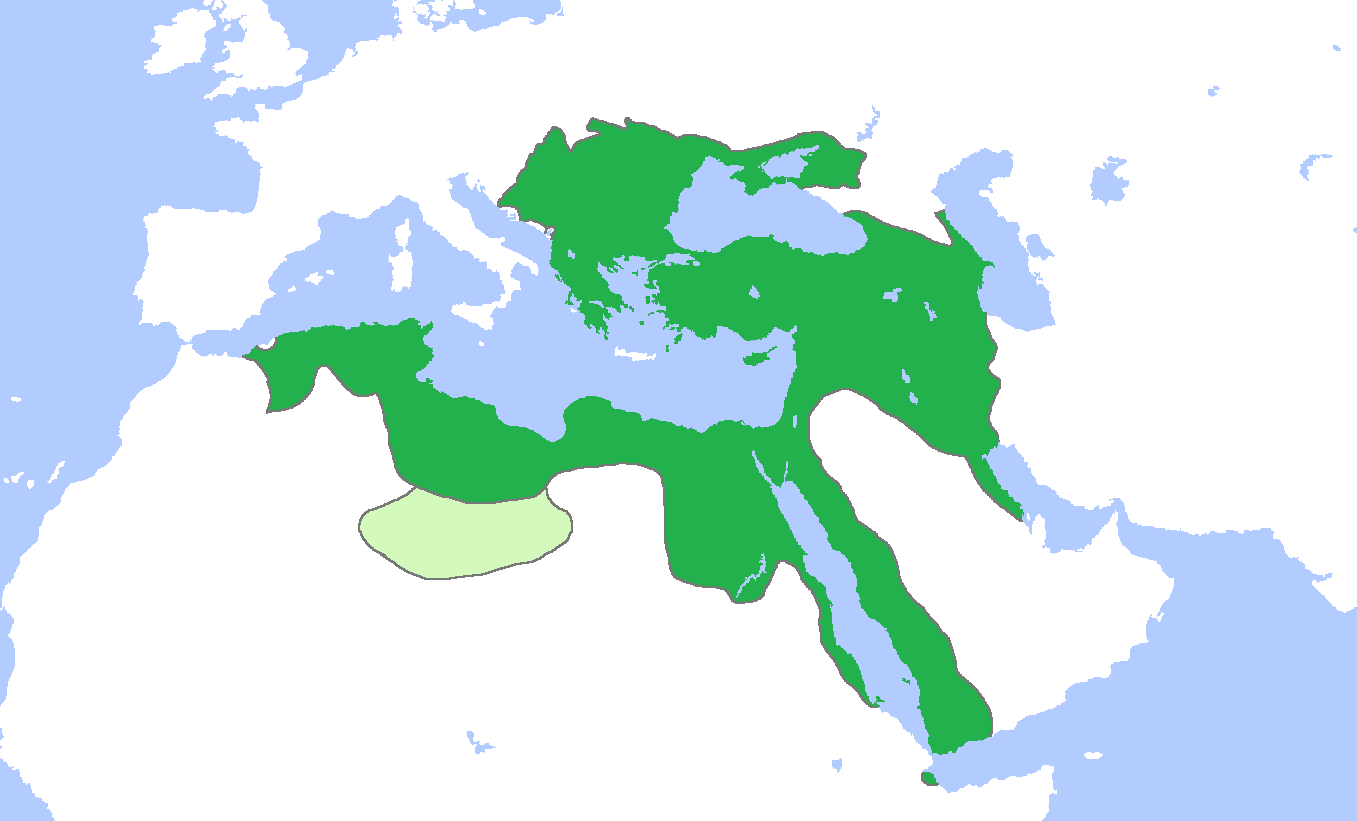
الخلافة العثمانية في أقصى اتساعتها

كانت الخلافة العثمانية آخر خلافة إسلامية تحت حكم بني عثمان.
تقدم العثمانيون، بعد انتصارهم على الصفويين، لإخضاع السلطنة المملوكية، فنشبت بينهم وبين المماليك معركة على الحدود الشاميّة التركية تُعرف بمعركة مرج دابق، انتصر فيها العثمانيون وقُتل سلطان المماليك «قانصوه الغوري»، ثم تابعوا زحفهم نحو مصر والتحموا بالمماليك من جديد في معركة الريدانية التي قررت مصير مصر، وانتصروا عليهم مجددًا ودخلوا القاهرة فاتحين. وفي أثناء ذلك قدّم شريف مكة مفاتيح الحرمين الشريفين إلى السلطان سليم اعترافًا بخضوع الأراضي المقدسة الإسلامية للعثمانيين، وتنازل في الوقت ذاته آخر الخلفاء العباسيين، محمد الثالث المتوكل على الله، عن الخلافة لسلطان آل عثمان، فأصبح كل سلطان منذ ذلك التاريخ خليفة للمسلمين، ويحمل لقب «أمير المؤمنين» و«خليفة رسول رب العالمين».

### دول منظمة التعاون الإسلامي
| الترتيب | الدولة / القطاع          | المساحة (كم²) | ملاحظة                                                                                          |
| —       | العالم الإسلامي          | 32,000,000    | مساحة دول منظمة التعاون الإسلامي                                                                |
| 1       | كازاخستان                | 2,717,300     | أكبر دولة في العالم الإسلامي وتحتل الترتيب التاسع على مستوى العالم                              |
| 2       | الجزائر                  | 2,381,741     | أكبر دولة عربية وإفريقية وتحتل الترتيب العاشر على مستوى العالم                                  |
| 3       | السعودية                 | 2,149,690     | أكبر دولة في الشرق الأوسط                                                                       |
| 4       | إندونيسيا                | 1,919,440     |                                                                                                 |
| 5       | السودان                  | 1,865,813     | كانت تحتل المرتبة الثانية قبل انفصال جنوب السودان                                               |
| 6       | ليبيا                    | 1,759,540     | رابع أكبر دولة في إفريقيا                                                                       |
| 7       | إيران                    | 1,648,195     |                                                                                                 |
| 8       | تشاد                     | 1,284,000     |                                                                                                 |
| 9       | النيجر                   | 1,267,000     |                                                                                                 |
| 10      | مالي                     | 1,240,000     |                                                                                                 |
| 11      | موريتانيا                | 1,030,700     |                                                                                                 |
| 12      | مصر                      | 1,002,450     |                                                                                                 |
| 13      | تنزانيا                  | 945,087       |                                                                                                 |
| 14      | نيجيريا                  | 923,768       |                                                                                                 |
| 15      | باكستان                  | 881,913       | تتضمن كل الأقاليم المتنازع عليها                                                                |
| 16      | موزمبيق                  | 801,590       |                                                                                                 |
| 17      | تركيا                    | 780,580       |                                                                                                 |
| 18      | المغرب                   | 710,850       | تتضمن الصحراء الغربية                                                                           |
| 19      | أفغانستان                | 647,500       |                                                                                                 |
| 20      | الصومال                  | 637,657       |                                                                                                 |
| 21      | اليمن                    | 527,970       |                                                                                                 |
| 22      | تركمانستان               | 488,100       |                                                                                                 |
| 23      | الكاميرون                | 475,440       |                                                                                                 |
| 24      | أوزبكستان                | 447,400       |                                                                                                 |
| 25      | العراق                   | 437,072       |                                                                                                 |
| 26      | ماليزيا                  | 329,750       |                                                                                                 |
| 27      | ساحل العاج               | 322,460       | نسبة المسلمين فيها 38.6%، ولكنها من دول منظمة التعاون الإسلامي                                  |
| 28      | عُمان                     | 309,500       |                                                                                                 |
| 29      | بوركينا فاسو             | 274,200       |                                                                                                 |
| 30      | الغابون                  | 267,667       |                                                                                                 |
| 31      | الصحراء الغربية          | 266,000       | تعترف بها حوالي 29 دوله فقط في العالم اما البقيه فيقرون بسيادة المغرب عليها                     |
| 32      | غينيا                    | 245,857       |                                                                                                 |
| 33      | أوغندا                   | 236,040       |                                                                                                 |
| 34      | غيانا                    | 214,970       | نسبة المسلمين فيها 7.2–10%، ولكنها من دول منظمة التعاون الإسلامي                                |
| 35      | قرغيزستان                | 198,500       |                                                                                                 |
| 36      | السنغال                  | 196,190       |                                                                                                 |
| 37      | سوريا                    | 185,180       | تتضمن هضبة الجولان                                                                              |
| 38      | تونس                     | 163,610       |                                                                                                 |
| 39      | سورينام                  | 163,270       | نسبة المسلمين فيها 20%، ولكنها من دول منظمة التعاون الإسلامي                                    |
| 40      | بنغلاديش                 | 144,000       |                                                                                                 |
| 41      | طاجيكستان                | 143,100       |                                                                                                 |
| 42      | إرتريا                   | 121,320       | لا تمتلك عضوية في منظمة التعاون الإسلامي ولكن غالبية سكانها مسلمون                              |
| 43      | بنين                     | 112,620       |                                                                                                 |
| 44      | الأردن                   | 92,300        |                                                                                                 |
| 45      | أذربيجان                 | 86,600        |                                                                                                 |
| 46      | الإمارات العربية المتحدة | 83,600        |                                                                                                 |
| 47      | سيراليون                 | 71,740        |                                                                                                 |
| 48      | توغو                     | 56,785        | نسبة المسلمين فيها لا تتجاوز عشرة بالمائة من إجمالي السكان ولكنها منضمة لمنظمة التعاون الإسلامي |
| 49      | غينيا بيساو              | 36,120        |                                                                                                 |
| 50      | ألبانيا                  | 28,748        |                                                                                                 |
| 51      | جيبوتي                   | 23,200        |                                                                                                 |
| 52      | الكويت                   | 17,820        |                                                                                                 |
| 53      | قطر                      | 11,521        |                                                                                                 |
| 54      | غامبيا                   | 11,300        |                                                                                                 |
| 55      | لبنان                    | 10,452        |                                                                                                 |
| 56      | فلسطين                   | 6,220         | الضفة الغربية وقطاع غزة فقط، مساحتها الحقيقية قبل الاحتلال الإسرائيلي حوالي 27,000 كم2          |
| 57      | بروناي                   | 5,770         |                                                                                                 |
| 58      | جزر القمر                | 2,170         |                                                                                                 |
| 59      | البحرين                  | 757           | [ 49 ]                                                                                          |
| 60      | جزر المالديف             | 300           |                                                                                                 |

## أوروبا

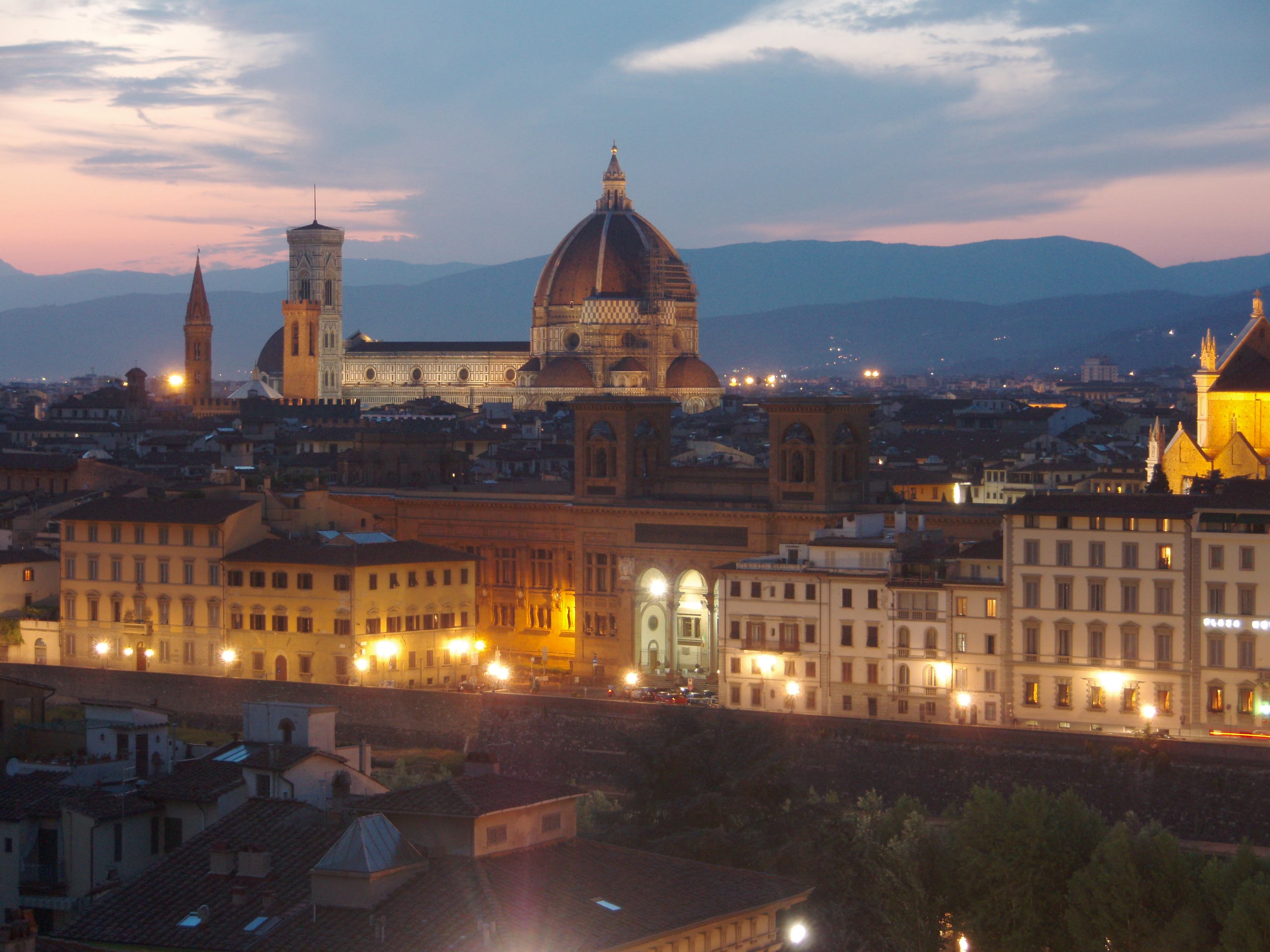
كنيسة كاتدرائية فلورنسا تم انشاؤها في عام 1296م على الطراز القوطي

لا يعرف سوى القليل عن الدين في عصور ما قبل التاريخ من العصر الحجري الحديث في أوروبا. ظهرت في أوروبا عدة اديان منها الدين اليوناني القديم، والدين الروماني القديم، الوثنية الفنلندية، ووثنية سلتيك الإسكتلندي، والوثنية الجرمانية، وما إلى ذلك).
الإمبراطورية الرومانية اعتمدت رسميًا الديانة المسيحية في عام 380. خلال أوائل العصور الوسطى، بدأت عملية تبشير والتنصير ووصلت لشمال أوروبا والدول الإسكندنافية. ظهور مفهوم «أوروبا» أو «العالم الغربي» ارتباط ارتباطًا وثيقًا مع فكرة «العالم المسيحي»، وخصوصًا انها تعرضت للتهميش المسيحية في الشرق الأوسط مع ظهور الإسلام في القرن الثامن، والتي أدت إلى الحملات الصليبية، والتي على الرغم من أنها لم تنجح عسكريًا الا انها كانت خطوة هامة في ظهور الهوية الدينية لأوروبا.
عام 1054 كان الانشقاق العظيم بين الكنيسة الكاثوليكية والكنيسة الأرثوذكسية الشرقية فانقسمت أوروبا إلى ثقافتين مسيحية شرقية وغربية، ومع الإصلاح البروتستانتي في القرن السادس عشر ادى تمزيق «العالم المسيحي» إلى فصائل معادية بين شمال بروتستانتي وجنوب كاثوليكي متابين من ناحية اجتماعية واقتصادية وثقافية، وبعد عصر التنوير في القرن الثامن عشر، بدأت حركات الإلحاد واللاأدرية وأصبحت ذات حضور على نطاق واسع في أوروبا الغربية. كانت اليهودية جزء من حضارة أوروبا، بشكل مباشر وغير مباشر (عن طريق المسيحية-العهد القديم)، وساهم الاستشراق القرن التاسع عشر إلى شعبية معينة إلى البوذية، والقرن العشرين جلب ازياد حركة العلمنة والعلمانية.
كانت المسيحية ركن القاعدة الثقافية الأوروبية وفي مناسبات محددة الركن الوحيد للهوية الأوروبية، خاصةً عندما سعت الكنيسة الرومانية الكاثوليكية لبسط نفوذها الثقافي ومن ثم السياسي على الغرب الأوروبي، فالأممية المسيحية أو مفهوم العالم المسيحي ظل قوة سياسية ودافعًا فكريًا وعقائديًا وسياسيًا أثر مباشرة على المسيرة السياسية الأوروبية، بل إنه أصبح لب فكرة «المفهوم الغربي»، وقام باستبدال المفهوم الجغرافي الأوروبي الضيق أو الروماني المحدود وأصبح يمثل شرعية جديدة بدأت تترسخ داخل الشعوب الأوروبية والوجدان السياسي فيها، وأصبح هذا المفهوم يمثل الشرعية السياسية والدينية على حد سواء. وكانت الثقافة المسيحية هي القوة الغالبة في الحضارة الغربية، وتوجيه مسار الفلسفة، والفن، والعلوم. وترتبط فكرة «أوروبا» و«العالم الغربي» ارتباطًا وثيقًا بمفهوم «العالم المسيحي»، حتى أن الكثير من المؤرخين ينسب الهوية الأوروبية للمسيحية لكونها الرابط الذي أوجد هوية أوروبية موحدة.
الدول الأوروبية التي تتخذ من الدين المسيحي دين رسمي للدولة حالياً: اليونان (أرثوذكسية)، والدنمارك (اللوثرية)، وأيسلندا (لوثرية)، وليختنشتاين (كاثوليكية)، ومالطة (كاثوليكية)، وموناكو (كاثوليكية)، والنرويج (لوثرية)، وإنجلترا (الإنجليكانية) والفاتيكان (الكاثوليكية).

## منظمات
خرجت العديد من المنظمات أو الأيدولوجيات التي تنسب انتمائها لبعض الأديان مثل المسيحية والأسلامية واليهودية وغيرها حيث تسيس الدين في السياسة:

### الإسلام
- تنظيم الدولة الإسلامية (داعش)
- القاعدة
- الأخوان المسلمين

### المسيحية
- الإخوان المسيحيون
- ديمقراطية مسيحية
- لاهوت السلطة
- قومية مسيحية

### اليهودية
- كاخ

## وصلات خارجية
- بين الدّين والسياسة.. اتصالٌ أم انفصال؟
- خلط الدين والسياسة.. الجدل المُستمر